# Mircea Ilie
Mircea Ilie (n. 5 martie 1977, București, România) este un fost atacant român.

## Legături externe
- Mircea Ilie la romaniansoccer.ro